# Batalla de Savra
La batalla de Savra (en serbio: Битка на Саурском пољу; «Batalla en el campo de Savra») se libró el 18 de septiembre de  1385 entre las fuerzas del Imperio otomano y las fuerzas de Zeta, mucho más pequeñas, en el campo de Savra, cerca de Lushnjë (en lo que hoy es el sur de Albania). 
En 1385 Balša II conquistó Durazzo al príncipe albano, Carlos Topia. En una carta a Ragusa emitida en abril de 1385, se llamó a sí mismo «Duque de Durazzo». No pudo disfrutar de su premio por mucho tiempo. Ese verano una partida de ataque otomana penetró en la costa del Adriático y del Jónico por primera vez. 
Balsa II reunió a un millar de hombres en Durazzo y, haciendo caso omiso de los consejos de sus nobles, salió al encuentro de los invasores otomanos. Como era de esperar, sus pequeñas fuerzas tuvieron poco éxito y Balša II fue asesinado. Los otomanos salieron victoriosos, la mayoría de los señores serbios y albaneses locales se convirtieron en vasallos del Imperio otomano.
Esta batalla fue el detonante de siglos de presencia otomana en esta parte de los Balcanes. El historiador serbio Stojan Novakovic destacó que la importancia de la batalla para los nobles serbios y albaneses era comparable a la de la batalla de Maritza y a la Batalla de Kosovo juntas.